# Храм Юпитера (Помпеи)
Храм Юпитера в Помпеях (также Капитолий или Храм Капитолийской триады; итал. Tempio di Giove, Pompei) — руины древнеримского храма на территории разрушенного города Помпеи; был расположен в северной части городского форума. Первоначально храм был посвящен только Юпитеру; он был построен в середине II века до н. э. — в то же время, когда восстанавливался местный храм Аполлона. Храм Юпитера, размером около 37 на 17 метров (121 на 56 футов) при высоте подиума в 3 метра (10 футов), стал главным храмом города после римского завоевания; внутри него располагались статуи Юпитера, Юноны и Минервы, для которых храм был их местом поклонения.